# Friendship's Death
Pour plus de détails, voir Fiche technique et Distribution.
Friendship's Death est un film britannique réalisé par Peter Wollen, sorti en 1987.

## Synopsis
Dans les années 1970, les extraterrestres envoient une androïde sur Terre afin de mener une mission pacifiste et diplomatique. Envoyée par erreur en plein conflit palestinien, elle y rencontre un journaliste britannique.

## Fiche technique
- Titre : Friendship's Death
- Réalisation : Peter Wollen
- Musique : Barrington Pheloung[1]
- Producteur : Peter Wollen
- Pays :  Royaume-Uni
- Durée : 78 minutes
- Date de sortie : 17 août 1987 ( Royaume-Uni)

## Distribution
- Bill Paterson : Sullivan
- Tilda Swinton : Friendship
- Ruby Baker : Catherine
- Patrick Bauchau : Kubler
- Joumana Gill : une femme palestinienne